# Паско (регион)
Паско (на испански: Pasco) е един от 25-те региона на южноамериканската държава Перу. Разположен е в централната част на страната. Паско е с площ от 25 319,59 км². Регионът има население от 254 065 жители (по преброяване от октомври 2017 г.).

## Провинции
Паско е разделен на 3 провинции, които са съставени от 28 района. Някои от провинциите са:
1. Охапампа
2. Паско